# Serafim I de Constantinopla
Serafim I de Constantinopla (em grego: Σεραφείμ Α΄) foi patriarca ecumênico de Constantinopla entre 1733 e 1734.

## História
Serafim era natural da região da Acarnânia, na Grécia, e foi bispo metropolitano de Nicomédia antes de ser eleito patriarca. 
Durante seu patriarcado, Marcos de Éfeso foi proclamado santo e o governo otomano o pressionou para que o Patriarcado cedesse aos armênios a Igreja de Santa Maria da Fonte e o Santo Sepulcro. Serafim resistiu às pressões, mas acabou sendo deposto em setembro de 1734 e exilado, primeiro para a ilha de Lemnos e depois para Monte Atos, onde viveu até morrer.